# Ik trip 'm
Ik trip 'm is een lied van de dj's Natte Visstick en Dikke Baap. Het werd in 2022 als single uitgebracht.

## Achtergrond
Ik trip 'm is geschreven en geproduceerd door Natte Visstick en Dikke Baap. Het is een nummer dat past in het genre memetechno. Het is de laatste hit vanuit de opkomst van de memetechno in 2022. In 2023 werd er door Dimitri K een officiële remix van het nummer uitgebracht.

## Hitnoteringen
De artiesten hadden bescheiden succes met het lied in Nederland. Het piekte op de 34e plaats van de Single Top 100 in de vijf weken dat het in deze hitlijst te vinden was. De Top 40 en haar Tipparade werden niet bereikt.